# Beverly Hills 90210 (franchise)
Il Beverly Hills 90210 franchise comprende sei serie televisive in onda dal 1990 al 2019.
La prima serie iniziò nel 1990, creata da Darren Star, prodotta da Aaron Spelling e intitolata Beverly Hills 90210, di genere teen drama (il genere è stato introdotto proprio con questa serie). La serie è diventato un successo mondiale nel 1991. Nel 1992 inizia un'altra serie, sempre con gli stessi ideatori e produttori, intitolata Melrose Place, di genere soap opera-giallo; alla serie partecipano molti interpreti di Beverly Hills 90210. L'ultima della trilogia è Models, Inc., che si rivela però un insuccesso cancellato dopo una sola stagione; nessuno degli attori di Beverly Hills 90210 e Melrose Place hanno partecipato alla serie.
A distanza di otto anni dalla chiusura di Beverly Hills 90210, Rob Thomas, già creatore di Veronica Mars, ha l'idea di un sequel, 90210. La serie viene prodotta per la prima volta non sulla Fox, ma su The CW, la quale accoglie l'idea a braccia aperte, visto il successo di Gossip Girl. L'anno successivo debutta la quinta serie di franchise, Melrose Place (2009). Nel 2019 va in onda la sesta e ultima serie del franchise, BH90210, che vede tornare sul piccolo schermo quasi tutti i protagonisti della serie madre Beverly Hills 90210. Il franchise ha sempre registrato un'audience prettamente giovanile. Le location sono quasi sempre le stesse, a Los Angeles. Molti attori hanno recitato all'interno di più serie del franchise, come ad esempio Jennie Garth, che ha preso parte a Beverly Hills 90210, a Melrose Place, a 90210 e anche a BH90210.

## Produzione
Nel 1989, Darren Star ideò il primo teen drama, Beverly Hills 90210. La serie venne proposta alla Fox, visto il successo il network accettò la sua seconda idea di Melrose Place. La terza serie fu però un insuccesso Models Inc., durato una sola stagione. Le serie vennero prodotte da Aaron Spelling, già produttore di successi come Dynasty e Love Boat.
Ad aprile 2008 venne ordinato il primo episodio di 90210, spin-off di Beverly Hills 90210, ideato da Rob Thomas, già autore di Veronica Mars (serie prodotta dal 2004 al 2007, malamente cancellata da The CW, dopo una sola stagione di messa in onda su network), il primo episodio venne trasmesso il 2 settembre 2008, gli spettatori erano oltre 5 milioni, numero elevatissimo per il network. La serie ha avuto molto successo fino alla quarta stagione; successivamente ha perso quasi un milione di spettatori nella stagione successiva ed è stata cancellata il 28 febbraio 2013. La quinta serie è stata prodotta per una sola stagione, gli ascolti sono stati inferiori rispetto a quelli che si aspettavano.
Nel mese di dicembre 2018, è stato riportato da Deadline Hollywood che diverse reti stavano lavorando su un reboot della serie, sviluppato da Tori Spelling e Jennie Garth in collaborazione con CBS Television Studios. Venne confermato tutto il cast originale a eccezione di Shannen Doherty. Quest’ultima cambierà idea a seguito della prematura e improvvisa scomparsa di Luke Perry, decidendo di omaggiarlo entrando a far parte dello show. Frattanto il 27 febbraio era stato annunciato l'ordine, da parte della Fox, di 6 episodi previsti per l’estate 2019 del reboot intitolato BH90210. Nonostante un discreto successo iniziale, la serie non ha soddisfatto le aspettative del network ed è stata cancellata dopo una sola stagione.

## Casting
Numerosi attori hanno partecipato a più serie, interpretando personaggi diversi.
| Attore             | Beverly Hills 90210 | Melrose Place (1992)          | Models Inc.                 | 90210                 | Melrose Place (2009) |
| ------------------ | ------------------- | ----------------------------- | --------------------------- | --------------------- | -------------------- |
| Linden Ashby       |                     | Charles Reynolds Brett Cooper |                             |                       |                      |
| Rob Estes          |                     | Sam Towler Kyle McBride       |                             | Harry Wilson          |                      |
| Nancy Lee Grahn    |                     | Denise Fielding               | Detective Towers            |                       |                      |
| Linda Gray         |                     |                               | Hillary Michaels*           | Victoria Brewer       |                      |
| James Handy        | Tom Rose            | Matt Fielding, Sr.            |                             |                       |                      |
| Teresa Hill        |                     | Claire Duncan                 | Linda Holden                |                       |                      |
| Stanley Kamel      | Anthony Marchette   | Bruce Teller                  |                             |                       |                      |
| Brooke Langton     | Suds Lipton         | Samantha Reilly               |                             |                       |                      |
| Laura Leighton     | Sophie Burns        | Sydney Andrews*               |                             |                       |                      |
| Jessica Lucas      |                     |                               |                             | Kimberly MacIntyre    | Riley Richmond       |
| Dina Meyer         | Lucinda Nicholson   |                               |                             | Shelia                |                      |
| Claudette Nevins   | Vivian Carson       | Constance Fielding            |                             |                       |                      |
| John Haymes Newton |                     | Ryan McBride                  | Mark Warriner               |                       |                      |
| John Reilly        | Bill Taylor         | Mack McBride                  |                             |                       |                      |
| Stephanie Romanov  |                     |                               | Teri Spencer* Monique Duran |                       |                      |
| Lonnie Schuyler    |                     | Alan Ross                     | Ben Singer                  |                       |                      |
| Greg Vaughan       | Cliff Yeager        |                               |                             | Kai                   |                      |
| James Wilder       |                     | Reed Carter                   | Adam Louder                 |                       |                      |
| Nick Zano          |                     |                               |                             | Preston Hillingsbrook | Drew Pragin          |

* Ruolo interpretato da un altro attore in un altro programma.

## Personaggi apparsi in più serie
| Personaggio              | Beverly Hills 90210 | Melrose Place (1992) | Models Inc. | 90210 | Melrose Place (2009) | BH90210 |
| ------------------------ | ------------------- | -------------------- | ----------- | ----- | -------------------- | ------- |
| Sydney Andrews           |                     | Si                   |             |       | Si                   |         |
| Nat Bussichio            | Si                  |                      |             | Si    |                      |         |
| Jake Hanson              | Si                  | Si                   | Si          |       |                      |         |
| Jane Mancini             |                     | Si                   |             |       | Si                   |         |
| Michael Mancini          |                     | Si                   |             |       | Si                   |         |
| Donna Marie Martin       | Si                  | Si                   |             | Si    |                      | Si      |
| Hillary Michaels         |                     | Si                   | Si          |       |                      |         |
| Sarah Owens              |                     | Si                   | Si          |       |                      |         |
| Jo Reynolds              |                     | Si                   | Si          |       | Si                   |         |
| Steve Sanders            | Si                  | Si                   |             |       | Si                   |         |
| David Silver             | Si                  | Si                   |             |       |                      | Si      |
| Erin Silver              | Si                  |                      |             | Si    |                      |         |
| Teri Spencer             |                     | Si                   | Si          |       |                      |         |
| Jackie Taylor            | Si                  |                      |             | Si    |                      |         |
| Kelly Marlene Taylor     | Si                  | Si                   |             | Si    |                      | Si      |
| Brandon Walsh            | Si                  |                      |             |       |                      | Si      |
| Brenda Walsh             | Si                  |                      |             | Si    |                      | Si      |
| Cindy Walsh              | Si                  |                      |             |       |                      | Si      |
| Emily Valentine          | Si                  |                      |             |       |                      | Si      |
| Amanda Woodward          |                     | Si                   |             |       | Si                   |         |
| Andrea Zuckerman         | Si                  |                      |             |       |                      | Si      |
| Hannah Zuckerman-Vasquez | Si                  |                      |             | Si    |                      |         |

## Le serie

### Beverly Hills 90210
L'idea della serie è stata pensata dai creatori Aaron Spelling e Darren Star nel 1989. Venne accolta dalla Fox e prodotta dallo stesso Aaron Spelling, il primo episodio andò in onda il 4 ottobre 1990, ma la prima stagione non andò benissimo, il successo mondiale arrivò nell'estate 1991, con una programmazione estiva che caratterizza la serie.
La serie segna una nuova epopea della serialità televisiva mondiale; insieme con l'altro grande successo del 1990, I segreti di Twin Peaks, la serie ha il merito di aver cambiato per sempre il modo di fare la televisione: è infatti il primo vero teen drama della storia televisiva a cui si deve la produzione successiva di serie come Party of Five, Dawson's Creek, Buffy l'ammazzavampiri, The O.C., One Tree Hill e Gossip Girl.
Per la prima volta una serie televisiva si propone di raccontare gli adolescenti in maniera realistica ed affrontando temi delicati come droga, AIDS, sessualità, alcolismo e omosessualità.
La serie seguiva le vicissitudini di un gruppo di adolescenti dell'alta borghesia, abitanti nel quartiere VIP di Beverly Hills, a Los Angeles.
La serie, definita il più longevo teen drama (anche se negli Stati Uniti d'America la prima stagione non andò benissimo tanto da costringere i produttori a farne un'innovativa miniserie) si è aggiudicata tre telegatti, un Golden Globe e un premio come miglior colonna sonora. In Spagna ricevette due premi speciali come migliore serie televisiva straniera.
Tanti anche gli attori che hanno trovato il loro "posto al sole" grazie alla serie, tra di loro Hilary Swank, Vanessa Marcil, David Lascher, Casper Van Dien, Jason Wiles, Emma Caulfield, Rebecca Gayheart, Eva Longoria, Christina Aguilera, Matthew Perry e Jessica Alba. In un episodio nel ruolo di sé stesso apparve anche il produttore Aaron Spelling, padre di Tori.
Nel 2003 il canale Fox organizzò una sorta di reunion con gli attori delle prime quattro stagioni della serie. Il programma, dal titolo Year High School Reunion, mostrava le immagini più salienti delle prime quattro stagioni concentrandosi sul periodo del diploma. In Italia, nonostante molte richieste da parte dei fan, il programma non è mai andato in onda.

### Melrose Place (1992)
La serie non è un vero spin-off di Beverly Hills 90210. Per lanciare la serie, infatti, fu creato un crossover tramite una storia d'amore tra Kelly Taylor (Jennie Garth), personaggio di Beverly Hills 90210, e Jake Hanson (Grant Show), un affascinante operaio che la ragazza ingaggiò per la realizzazione di alcuni lavori (appare negli ultimi due episodi della seconda stagione della serie originale); il rapporto tra i due fu di breve durata e si svolse nei primi tre episodi di Melrose Place, avendo il solo scopo di introdurre gli altri personaggi del serial, e presentare la nuova location.
Insieme a Jennie Garth, nei primi tre episodi appaiono altre tre personaggi di Beverly Hills 90210: Brian Austin Green e Ian Ziering nei ruoli di David Silver e Steve Sanders; Tori Spelling invece appare solo nei primi due episodi nel ruolo di Donna Martin. Inizialmente presentata come una versione "adulta", che si proponeva di raccontare la vita dei ragazzi dopo il college, Melrose non riuscì ad incontrare i favori del pubblico, risultando nella sua prima stagione non troppo apprezzata; per questo motivo, Aaron Spelling e gli autori decisero un drastico cambio di rotta.
Lo show è ambientato in un piccolo complesso di appartamenti situato a West Hollywood, un distretto di Los Angeles, dove risiedono diversi ragazzi, ognuno con le proprie peculiarità, problematiche esistenziali, sogni e aspirazioni. Il piano originale nella mente del creatore dello show, prevedeva l'alternarsi di mini storie che si concludessero nell'arco di un solo episodio; quando però la formula si rivelò poco appetibile per il pubblico, gli sceneggiatori iniziarono a sviluppare storie a lungo termine che si evolvevano durante l'intera stagione, trasformando la serie in una soap opera di prima serata, sul modello di precedenti serie prodotte da Aaron Spelling come Dynasty.
A partire dalla seconda stagione iniziano ad essere proposti al pubblico archi di storie più incredibili del normale (come quella di Jo accusata di un omicidio a causa di difesa personale o quella di Syd che sposa Michael ricattandolo) e, visto il gradimento crescente degli spettatori, si spinse l'acceleratore su questa strada riportando in vita il personaggio di Kimberly Shaw (interpretato da Marcia Cross) che torna come una psicopatica creando situazioni sempre più assurde e spettacolari. Da allora la follia di Kimberly contagerà un po' tutti gli abitanti del 4616 di Melrose e ognuno attraverserà delle fasi di follia rendendo la serie una vera e propria soap opera.

### Models Inc.

#### Generalità
La serie riprende principalmente molti attori di Melrose Place e alcuni di Beverly Hills 90210.
La serie ebbe poca fortuna negli Stati Uniti d'America, venendo chiusa dopo solo una stagione realizzata.

#### Casting
Nella serie ha recitato l'attrice Carrie-Anne Moss divenuta in seguito celebre come Trinity nella trilogia di Matrix, inoltre nella serie sono comparsi anche gli attori John Haymes Newton, Robert Beltran, Mitch Pileggi, William Katt e Johnathon Schaech.

### 90210

#### Generalità
È la quarta serie del franchise, conta 5 stagioni e 114 episodi, è lo spin-off di Beverly Hills 90210.

#### Sviluppo
Il 13 marzo 2008 The Hollywood Reporter annunciò con stupore che The CW aveva in progetto uno spin off contemporaneo sulla serie cult Beverly Hills 90210. Il progetto fu fortemente accelerato per volontà del network che aspettava un episodio pilota già entro la fine del mese. Venne annunciato che Darren Star, il creatore di Beverly Hills 90210, non sarebbe stato coinvolto nel progetto. Il creatore di Veronica Mars, Rob Thomas, fu ingaggiato per scrivere il pilota che sarebbe stato diretto da Mark Piznarski.
Una bozza dettagliata dell'episodio pilota fu resa disponibile il 17 marzo 2008; in essa c'era un abbozzo di trama e dei nuovi personaggi, nessuno dei quali sarebbe stato collegato con quelli della serie originale. La nuova serie presentava le medesime premesse, ovvero una famiglia con due figli adolescenti che si trasferisce a Beverly Hills dal Midwest e per riflettere la situazione delle scuole di Beverly Hills, dove il 40% degli studenti sono di discendenza persiana, fu creato il personaggio di Navid Shirazi. Rob Thomas avrebbe voluto inserire il "Peach Pit", la tavola calda di Beverly Hills 90210, che non sarebbe apparsa nel primo episodio. Lo sceneggiatore pensò di far lavorare i due fratelli in un cinema perché non voleva che usassero le carte di credito dei genitori; Thomas rivelò che voleva anche reinserire un personaggio della serie originale, ma non sapeva ancora chi visto che non si era ancora consultato con la produzione. In seguito Thomas scoprì che i produttori volevano inserire più personaggi possibili provenienti dalla serie originale ma non volevano che comparissero tutti subito nell'episodio pilota.
Il 14 aprile 2008, Rob Thomas rivelò che abbandonava la serie per concentrarsi su due progetti per la ABC. Gabe Sachs & Jeff Judah (creatori del serial Life As We Know It) furono assunti come nuovi produttori esecutivi della serie e riscrissero una nuova versione dell'episodio pilota verso fine aprile. Sachs disse che, nonostante la sceneggiatura di Thomas fosse molto buona, la loro versione sarebbe stata "più acuta". Judah disse che stavano cercando di portare la sceneggiatura nella realtà con personaggi, storie ed emozioni reali. Gli sceneggiatori volevano che il pubblico si relazionasse con i problemi dei personaggi, che volevano fossero autentici ed emotivi ma anche comici; i due erano poi interessati a raccontare diverse storie contemporaneamente usando più personaggi. Il duo cambiò il nome della famiglia da Mills a Wilson ed il nome della madre da Celia a Debbie; inoltre i due stavano aggiungendo diversi momenti comici alla storia. Sachs e Judah volevano che i genitori fossero una parte importante nella vita dei ragazzi e perciò li descrissero come genitori contemporanei. Visto che entrambi i produttori erano genitori, elaborarono la sceneggiatura in modo che includesse molte storyline per gli adulti ed un forte punto di vista genitoriale. Judah voleva concentrarsi sul modo in cui la famiglia cerca di mantenere la sua bussola morale dopo essersi trasferita a Beverly Hils e sul modo in cui i genitori si relazionano ai figli adolescenti. L'11 maggio, il giorno prima della presentazione dei palinsesti, la CW ordinò ufficialmente la serie per la stagione 2008-2009.
Dopo aver avuto disguidi con il network per via delle storie affrontate, Sachs e Judah furono "declassati" a semplici sceneggiatori. La CW voleva che la serie avesse una prospettiva femminile e che si concentrasse di più sui soldi e sul glamour; tuttavia Sachs e Judah si trovavano più a loro agio scrivendo dal punto di vista maschile. Perciò, Judah iniziò a lavorare alla post-produzione mentre Sachs seguiva la produzione sul set. La CW assunse Rebecca Rand Kirschner-Sinclair per riavviare la serie come capo-sceneggiatore. Verso fine febbraio 2009, la Sinclair firmò un contratto per rimanere come produttrice esecutiva dello show durante la seconda e terza stagione. Con l'arrivo della nuova sceneggiatrice, i toni della serie diventano più seri, i ritmi più di ampio respiro ed aumentano le interazioni tra i protagonisti che, precedentemente, vivevano ognuno una storyline a sé stante separati gli uni dagli altri.
Al termine della terza stagione, la Sinclair annunciò di volersi dedicare ad altri progetti e lasciò la guida della serie che passò nelle mani del duo di autori Patti Carr e Lara Olsen appena reduci dalla cancellata serie Life Unexpected in onda fino a quella stagione sempre sulla The CW. Le due showrunner vennero poi confermate per condurre le storie anche del quinto ciclo.

#### Casting
Il 13 marzo 2008, Kristin Dos Santos di E! Online, confermò che la serie sarebbe stata uno spin-off con nuovi personaggi e non un remake. Il casting della serie è iniziato ancor prima che venisse scritto l'episodio pilota: il primo ad essere ingaggiato è stato Dustin Milligan, seguito poi da AnnaLynne McCord.
La parte principale, quella di Annie Wilson, sembrava fosse stata offerta inizialmente alla cantante/attrice Hilary Duff, che però ha smentito le indiscrezioni. La parte quindi venne affidata a Shenae Grimes, molto conosciuta dal popolo statunitense per la sua partecipazione alla serie televisiva Degrassi: The Next Generation. Infine, Rob Estes entrò nel cast per ultimo il 19 maggio, nel ruolo del padre di famiglia Harry Wilson.
Seguirono speculazioni su quali personaggi della serie originale sarebbero apparsi nella nuova serie; la CW confermò che Jennie Garth (Kelly Taylor), Shannen Doherty (Brenda Walsh) e Joe E. Tata (Nat Bussicchio) sarebbero apparsi con ruoli ricorrenti interpretando i personaggi della serie madre. Sachs già conosceva la Garth e quindi le offrì un ruolo ricorrente nella serie; l'attrice accettò senza aver letto neanche il copione, fidandosi delle idee di Sachs. I produttori offrirono alla Garth un ruolo fisso, ma lei optò invece per un ruolo ricorrente. Sachs uscì a cena con la Doherty e le parlò del progetto di 90210; nelle settimane successive, i due elaborarono la sotto-trama di Brenda e la Doherty accettò di apparire ogni tanto come guest star.
Sachs descrisse l'ingaggio di Tata come una coincidenza; un amico disse che Sachs aveva incontrato Tata in un negozio e che gli aveva offerto una parte; l'uomo fu entusiasta e accettò all'istante. Dopo aver letto la sceneggiatura, Tori Spelling dimostrò interesse per parteciparvi così gli sceneggiatori decisero di dare a Donna la sua propria linea di abbigliamento. La Spelling sarebbe dovuta comparire nell'episodio pilota, ma per ragioni personali e a causa della nascita di sua figlia, decise di apparire più avanti nella stagione. L'11 agosto fu divulgata la notizia che la Spelling si era tirata indietro dopo aver scoperto che avrebbe ricevuto un salario più basso di quello della Garth e della Doherty. A Tori erano infatti stati proposti 20 000 dollari ad episodio, mentre le due ex-colleghe avrebbero ricevuto tra i 40 000 e i 50 000 dollari per episodio; la Spelling chiese che il suo stipendio fosse alzato alla medesima cifra delle altre due e, quando la produzione rifiutò, lei declinò inizialmente l'offerta ma poi cambiò idea e alla fine si decise a tornare con un ruolo ricorrente.
Furono assunte diverse guest star, inclusi Kellan Lutz e Meghan Markle. Jessica Lowndes interpreta Adrianna Tate-Duncan, una "dea" del teatro con problemi di droga, e fu in seguito aggiunta al cast regolare dopo l'abbandono di Jessica Walter. Altre guest star includono: Maeve Quinlan nel ruolo di Costance, madre di Adrianna, Josh Henderson nel ruolo di Sean, un ragazzo che si presenta come il figlio biologico di Harry e Tracy Clark ma che si rivela in seguito un truffatore, Lauren London nel ruolo della cheerleader Christina ed infine Aimee Teegarden nel ruolo di Rhonda, una studentessa del "West Beverly".
Il 13 aprile 2009 fu annunciato che la seconda stagione sarebbe ruotata meno intorno ai personaggi della serie originale Jennie Garth e Shannen Doherty per dare una spinta agli ascolti e per far camminare lo show sulle sue gambe. Fu inoltre annunciato che Dustin Milligan non sarebbe tornato nella seconda stagione, mentre Matt Lanter sarebbe stato aggiunto al cast fisso. Il personaggio di Christina Whitney, interpretato da Lauren London, sarebbe dovuto diventare uno dei protagonisti della serie, ma, a causa della gravidanza dell'attrice, il personaggio fu estromesso.
Il 1º giugno 2009, TV Guide riportò che la produzione era in cerca di un attore per ricoprire il ruolo di Teddy, un campione di tennis di ritorno al "West Beverly"; l'attore e modello Trevor Donovan fu in seguito assunto per la parte. Rumer Willis e John Schneider (Smallville) furono scritturati in ruoli ricorrenti, rispettivamente in quello della prima studentessa lesbica del "West Beverly" (una sorta di rimpiazzo per il personaggio di Lauren London) e in quello del patrigno di Liam, un chirurgo plastico.
Il 3 agosto 2009, Michael Ausiello di EW riportò che l'attrice Ann Gillespie sarebbe tornata nella seconda stagione per un arco di episodi; Jackie, il suo personaggio, sarà di nuovo sobrio, cercherà di riappacificarsi con le figlie ed ha qualche sorpresa per loro. Il 7 agosto 2009, Korbi TV riportò che Travis Van Winkle era stato ingaggiato per interpretare Jamie, uno studente della "California University", protagonista di un arco di episodi. Il 24 agosto 2009, TV Guide riportò che Gillian Zinser era stata assunta per il ruolo di Ivy, una sexy surfista che attirerà le attenzioni sia di Dixon che di Liam; Kelly Lynch fu scritturata nel ruolo di sua madre, Laurel Sullivan, un ex hippie che crede "nell'amore libero, nel potere della musica, nella legalizzazione della marijuana e che vede la figlia Ivy come il suo più grande successo". Michael Ausiello di "EW" annunciò che l'attore Hal Ozsan (Dawson's Creek) era stato assunto, per diversi episodi, nel ruolo del supervisore del giornale scolastico. TV Guide confermò che Scott Patterson (Gilmore Girls) era entrato nella serie per interpretare il ruolo ricorrente di Jack Court, il padre di Liam, un ex-truffatore che apre un negozio di attrezzature. Ryan O'Neal fu assunto per interpretare il ruolo di Spence Montgomery, il disfunzionale padre di Teddy, in un arco di episodi a partire da quelli in onda (in Patria) da aprile 2010.
Rob Estes e Jennie Garth hanno annunciato, tra marzo ed aprile del 2010, che entrambi non avrebbero ripreso i loro ruoli rispettivamente di Harry Wilson e Kelly Taylor nella terza stagione perché desideravano dedicarsi ad altri progetti.
Quando Rebecca Sinclair lasciò le redini della serie al termine della terza stagione, Patti Carr e Lara Olsen apportarono nuovi cambiamenti al cast: la Loughlin lasciò la serie perché i personaggi sarebbero andati al college all'inizio della quarta serie e quindi non si riteneva più utile il suo personaggio, così come quello interpretato da Ryan Eggold. Trevor Donovan venne declassato da personaggio regolare a personaggio ricorrente e comparve solo per alcuni episodi della stagione, mentre nella quinta compare per molti più episodi.
Con l'annuncio del rinnovo per la quinta stagione, Gillian Zinser dichiarò la sua intenzione di non partecipare più alla serie.

#### Cancellazione
La serie è stata cancellata il 28 febbraio 2013, dopo cinque stagioni, cioè la metà della serie originale, proprio per un abbassamento drastico degli ascolti. Jason Prestley, protagonista della serie originale, ha lasciato un tweet sull'accaduto e complimentandosi con tutto il cast per essere riuscito a ricoinvolgere il pubblico per cinque stagioni. In un altro si dispiace per non aver fatto da guest star in nessun episodio.

### Melrose Place (2009)

#### Generalità
È la quinta serie nel franchise ed è una versione aggiornata della serie anni Novanta Melrose Place incentrata su un gruppo di giovani adulti che vivono in un condominio di appartamenti a West Hollywood in California. Todd Slavkin e Darren Swimmer, in passato tra i produttori di Smallville, sono i capo-sceneggiatori della serie.

#### Sviluppo
Il 23 settembre 2008, Marc Malkin di E! Online riportò la possibilità di una nuova versione/spin-off della serie Melrose Place in maniera analoga con quanto accaduto con la serie 90210, riportanto le parole della ex-protagonista della serie Lisa Rinna: "Ho sentito voci che vorrebbero riportare in onda la serie [Melrose Place] come fatto con 90210 e dovrebbe accadere sulla The CW". Tuttavia Malkin scrisse anche che: "una fonte interna alla CW smentisce categoricamente di eventuali piani per riportare in vita la serie". L'11 ottobre 2008 TV Guide riportò le parole di Darren Star, creatore della serie originale, il quale disse che c'erano concrete possibilità per un ritorno della serie e che lui sarebbe stato interessato a farne parte, ma disse anche che non c'era ancora nulla di ufficiale al riguardo. Più tardi lo stesso mese, la The CW e la CBS Paramount Network Television dissero che stavano esplorando la possibilità di riportare in onda la serie e che sarebbe stata indirizzata principalmente al loro target di riferimento, ovvero le giovani donne. Il 31 ottobre 2008 Michael Ausiello scrisse che il creatore di One Tree Hill, Mark Schwahn, era stato contattato per dirigere la nuova versione chiamata provvisoriamente Melrose 2.0; il 14 dicembre 2008, il The Hollywood Reporter confermò tale notizia.
A gennaio 2009, Dawn Ostroff, il presidente della The CW, ha parlato dei piani della rete per sviluppare una versione aggiornata di Melrose Place, dichiarando che si era ancora in cerca di uno sceneggiatore e che, il progetto proposto, prevedeva l'utilizzo sia di personaggi nuovi che di quelli vecchi. La Ostroff ha sottolineato che l'episodio pilota del Melrose del 1992 prese posto "in un periodo non troppo differente rispetto al nostro attuale... hanno parlato di un condominio ipotecato, di inquilini senza un lavoro. Prende posto in un periodo molto simile, un periodo nel quale l'economia è in crisi". La Ostroff ha anche dichiarato l'intenzione della nuova versione di catturare lo stile di vita del vicinato losangelino di Melrose. Interrogata su quella che sarà la natura della nuova serie, se "quella seria della prima stagione del Melrose originale o quella folle di Kimberly-che-fa-saltare-per-aria-il-condominio degli ultimi anni", la Ostroff ha dichiarato: "All'inizio bisogna investire nei personaggi, ma penso anche che [la nuova versione] non possa essere così drammatica e soporifera della serie -non succedono abbastanza avvenimenti. I nostri fan adorano il dramma ad alta carica emotiva come puoi vedere guardando One Tree Hill e Gossip Girl. Il lavoro è quindi quello di coinvolgere sufficientemente lo spettatore a livello emotivo per poi in seguito dedicarsi ad una narrazione che abbia svolte e colpi di scena che non ci si aspetta". Con Schwahn ufficialmente fuori dal progetto, il 19 gennaio 2009, Ausiello riportò che la The CW era in trattative con Darren Swimmer e Todd Slavkin di Smallville per affidargli il nuovo Melrose Place. Il 6 febbraio 2009 Ausiello confermò la notizia che Swimmer e Slavkin erano stati ufficialmente assunti come capo-sceneggiatori della nuova serie, fornendo anche alcune descrizioni sommarie dei nuovi personaggi.
Il 23 febbraio 2009 il The Hollywood Reporter riportò che la The CW aveva dato semaforo verde per l'episodio pilota di un nuovo Melrose Place scritto da Swimmer e Slavkin, che avrebbe seguito la formula della serie originale e raccontato di un gruppo di ventenni che vivono nel quartiere trendy di Melrose a Los Angeles. Il vincitore di un premio Oscar Davis Guggenheim (per Una scomoda verità) ha diretto l'episodio pilota.

#### Casting
Il 6 febbraio 2009 Ausiello ha dato una prima presentazione dei sette nuovi personaggi: David Patterson, figlio di Michael Mancini della serie originale, "con i boxer tesi e un libro nero per provarlo"; la sua "amante omnisessuale tira e molla" Ella Flynn, "con una lingua tagliente come mille spilli"; Jonah Miller, un aspirante regista; Riley Richmond, "la sua dolceamara amante ed insegnante di scuola"; Auggie Kirkpatrick, "un hippie ed ex-alcolista"; Lauren Bishop, una studentessa di medicina che in passato ha fatto favori sessuali in cambio di altri finanziari a causa di tempi duri; ed infine Violet Foster, teenager di una piccola città che sa tuttavia come fare la gatta morta se necessario.
Il 25 febbraio 2009, il The Hollywood Reporter riportò che il primo attore assunto per la nuova serie era Michael Rady, il cui personaggio - Jonah - è stato comparato al Billy Campbell della serie originale (interpretato allora da Andrew Shue). Variety ha annunciato, il 27 febbraio 2009, che Katie Cassidy si era aggiudicata il ruolo di Ella che Ausiello aveva in passato paragonato all'Amanda Woodward della serie madre (interpretata da Heather Locklear). Il 9 marzo 2009 Ausiello riportò che l'attrice-cantante Ashlee Simpson-Wentz era stata assunta per il ruolo di Violet e citò una fonte interna sconosciuta per diffondere voci su trattative in corso con la Locklear per riprendere il suo personaggio di Amanda nella nuova serie. Il 17 marzo 2009 il The Hollywood Reporter annunciò che Jessica Lucas aveva vinto il ruolo di Riley. Il giorno seguente Entertainment Weekly scrisse che, nonostante le forti pressioni della The CW, Heather Locklear aveva rifiutato di riprendere il ruolo di Amanda perché "Non c'era nessuna proposta sensata per riportare il personaggio nella serie". Il 24 marzo 2009, Colin Egglesfield fu assunto nel ruolo di Auggie e Stephanie Jacobsen in quello di Lauren. In seguito l'attore Ryan Eggold dichiarò al TV Guide Magazine che sarebbe apparso nel nuovo Melrose con il ruolo del prof. Ryan Matthews da lui ricoperto in 90210. Il 3 aprile 2009 il The Hollywood Reporter riportò che Shaun Sipos aveva vinto l'ultimo ruolo da personaggio regolare, quello di David - figlio di Michael Mancini, ora descritto come "un ragazzo ricco il cui comportamento da ragazzo cattivo aveva trascinato lontano dal denaro di famiglia".
Il 5 aprile 2009 il The Hollywood Reporter riportò che Laura Leighton avrebbe preso parte al nuovo Melrose con il ruolo di Sydney Andrews dalla serie originale; anche se sembrava che il suo personaggio fosse stato ucciso nel 1997 al termine della quinta stagione della serie originale, il nuovo pilot ce la mostrerà viva e proprietaria del complesso di appartamenti di Melrose Place. TV Guide riportò inoltre che la Leighton sarebbe apparsa in maniera ricorrente nella nuova serie qualora essa venga confermata per ulteriori episodi. Il 6 aprile 2009, People riportò che Thomas Calabro avrebbe ripreso il suo ruolo del Dr. Michael Mancini dalla serie originale, indicato come il padre del nuovo personaggio David (Shaun Sipos).

#### Produzione
Il 14 aprile 2009 la Simpson-Wentz annunciò, tramite la sua pagina Twitter, che le riprese per il pilot sarebbero cominciate quella stessa settimana. Il 19 maggio 2009 Ausiello riportò che la The CW aveva ufficialmente ordinato la serie per 13 episodi in onda a partire dal settembre 2009. Presentando il proprio palinsesto del 2009-2010 il 21 maggio 2009, la The CW annunciò la sua intenzione di trasmettere il nuovo Melrose in accoppiata con 90210 il martedì sera, replicando l'accoppiata del 1992 tra Beverly Hills, 90210 e Melrose Place sulla FOX. La Ostroff aggiunse che le piacerebbe far avere ai personaggi delle due serie qualche crossover. Nella nota stampa diffusa quel giorno, i personaggi di Sipos, della Cassidy e della Jacobsen furono rinominati rispettivamente "David Breck", "Ella Simms" e "Lauren Yung".
Quando la serie entrò in produzione, il Los Angeles Times scrisse, il 30 agosto 2009, che il nuovo Melrose Place intende riflettere la vita reale di Los Angeles ben oltre di come ha fatto l'originale, filmando nei quartieri più famosi del Sunset Boulevard come il "Cinerama Dome" e la "Walt Disney Concert Hall", così come le sfarzose ville di Malibu e le vie delle colline di Hollywood. I produttori esecutivi Slavkin e Swimmer sono cresciuti entrambi a L.A. e hanno voluto "aggiornare la serie in un modo davvero accattivante, non prendere solo il nome Melrose Place e schiaffarcelo sopra". Preoccupata di incappare di nuovo nelle stesse difficoltà presentatisi quando si doveva incorporare i vecchi personaggi con i nuovi in 90210, la Ostroff della CW accolse bene il progetto di Slavkin e Swimmer nel "creare un nuovo mondo, ma che si agganciasse anche con ciò che aveva reso speciale il Melrose originale... Volevo essere sicura che avremmo usato i vecchi personaggi nella maniera giusta, in una maniera che avesse senso anche per i nuovi personaggi". Swimmer ha poi aggiunto, "Abbiamo avuto la sensazione che l'unico modo possibile di reinserire i vecchi personaggi nel nuovo show fosse che loro si sentissero parte della storia e che venivano dalla storia stessa".
Il 23 settembre 2009, Variety ha riportato che la The CW ha ordinato sei ulteriori copioni per la stagione, nonostante i deludenti risultati d'ascolto. Il 21 ottobre 2009, Michael Ausiello ha rivelato che la The CW ha ordinato cinque ulteriori episodi portando il numero totale della stagione a diciotto episodi. Il giorno dopo, in un'intervista con Ausiello, Slavkin & Swimmer annunciarono che Colin Egglesfield, Ashlee Simpson-Wentz e Laura Leighton sarebbero usciti di scena in seguito alla soluzione dell'omicidio nel tredicesimo episodio. Colin Egglesfield rivelò a E! Online che il suo licenziamento era stata una decisione del network causata dai bassi ascolti riscontrati dalla serie fino ad allora e che il personaggio di Auggie non sarebbe stato ucciso, ma eliminato perché ritenuto "troppo oscuro" per i futuri toni più leggeri che la serie avrebbe assunto. Il creatore della serie Todd Slavkin ha dichiarato: "Ora che i personaggi non sono più dei sospetti, possono divertirsi, concentrarsi sulle loro carriere, andare a letto tra di loro senza questa nuvola incombente sul loro condominio... Ma questo è ancora Melrose Place: ci saranno ancora intrighi nello show".
Il 18 maggio 2010 The CW ha cancellato la serie a causa dei bassi ascolti ottenuti.